# Rhynchozoon bispinosum
Rhynchozoon bispinosum is een mosdiertjessoort uit de familie van de Phidoloporidae. De wetenschappelijke naam van de soort is voor het eerst geldig gepubliceerd in 1847 door Johnston.